# Michiyo Taki
Michiyo Taki, és un exfutbolista japonès.

## Selecció japonesa
Michiyo Taki va disputar 1 partits amb la selecció japonesa.